# La Reine Margot (film 1910)
La Reine Margot è un cortometraggio muto del 1910 diretto da Camille de Morlhon.
Prima apparizione sullo schermo di Paul Amiot la cui carriera durerà sessantatré anni.